# Skepastó (bergstopp)
Skepastó är ett berg i Grekland.   Det ligger i regionen Västra Grekland, i den centrala delen av landet, 140 km väster om huvudstaden Aten. Toppen på Skepastó är 1 580 meter över havet, eller 583 meter över den omgivande terrängen. Bredden vid basen är 11,1 km.
Terrängen runt Skepastó är kuperad åt sydost, men åt nordväst är den bergig. Runt Skepastó är det glesbefolkat, med 12 invånare per kvadratkilometer. Närmaste större samhälle är Aígio, 17,7 km norr om Skepastó. 